# Белоусая славка
Белоу́сая сла́вка (лат. Curruca mystacea) — вид птиц из семейства славковых (Sylviidae).

## Описание
Небольшая подвижная птица немного мельче воробья. У самцов довольно яркая окраска, верхняя часть тела тёмная, аспидно-серая, нижняя сторона тела винно-розовая, на боковых сторонах хвоста белые полоски, от углов клюва вниз идут белые полоски (откуда и происходит название белоусая). Самки и молодые особи сверху серовато-бурые, внизу охристо-белые.
Издаёт довольно громкое трещание. Во время пения часто взлетает в воздух, песня — короткая, щебечущая трель.

## Распространение
Вид распространён на юго-востоке Турции и в восточном Кавказе. Населяет открытые леса с подлеском, кустарники по сухим склонам гор и в степи. Перелётная птица, зимует вокруг Красного моря. 

## Размножение
Гнёзда вьёт в кустарнике, чаще в зарослях гребенщика. В кладке обычно 4—5 белых с розоватым оттенком и тёмными пятнышками яиц.